# Aage Foss
Aage Theodor Foss, född den 18 maj 1885 i Århus, död den 8 februari 1952, var en dansk skådespelare.
Han läste till skådespelare hos Ludvig Nathansen och Henrik Malberg mellan 1903 och 1904. Därefter kom han med på Salomonsens Teaterselskab på turné i Norge, där han debuterade 1904 i Stavanger. Sedan var han skådespelare vid Århus Teater under perioderna 1906–1908 och 1924–1928. Vid Odense Teater var han aktiv åren 1908–1924. Efter denna tid var han skådespelare på olika teatrar i Köpenhamn, inklusive Riddersalen, Dagmarteatret, Det Ny Teater och Alléscenen.
Han filmdebuterade i stumfilmen En kvinde af folket under 1909.
Aage Foss var gift med Inger Marie Christine Christensen och far till skådespelaren Elith Foss. Han var son till snickaren Thorvald Oscar Foss och till Hansine Theresia Hjorth.

## Filmografi
- Så til søs (1933)
- Flugten fra millionerne (1934)
- København, Kalundborg og - ? (1934)
- Det gyldne smil (1935)
- De bør forelske Dem (1935)
- Provinsen kalder (1935)
- Den kloge mand (1937)
- I folkets navn (1938)
- Den mandlige husassistent (1938)
- Kongen bød (1938)
- Bolettes brudefærd (1938)
- Jens Langkniv (1940)
- En desertør (1940)
- En pige med pep (1940)
- Sørensen og Rasmussen (1940)
- Niels Pind og hans dreng (1941)
- Thummelumsen (1941)
- Når bønder elsker (1942)
- Tordenskjold går i land (1942)
- Jeg mødte en morder (1943)
- Kriminalassistent Bloch (1943)
- Biskoppen (1944)
- Mordets melodi (1944)
- Besættelse (1944)
- Den usynlige hær (1945)
- Den stjålne minister (1949)
- For frihed og ret (1949)
- Mosekongen (1950)
- Frihed forpligter (1951)